# (6293) Oberpfalz
(6293) Oberpfalz es un asteroide perteneciente al cinturón de asteroides, región del sistema solar que se encuentra entre las órbitas de Marte y Júpiter, descubierto el 26 de noviembre de 1987 por Freimut Börngen desde el Observatorio Karl Schwarzschild, en Tautenburg, Alemania.

## Designación y nombre
Designado provisionalmente como 1987 WV1. Fue nombrado Oberpfalz en homenaje a Oberpfalz, distrito gubernamental en Baviera junto al río Danubio. Durante Edad Media, su capital, Ratisbona, fue escenario de la historia de Alemania. Ahora el Oberpfalz se extiende desde las montañas de abeto hasta el Jura Francón, y desde el bosque del Alto Palatinado hasta la parte norte del bosque bávaro.

## Características orbitales
Oberpfalz está situado a una distancia media del Sol de 2,256 ua, pudiendo alejarse hasta 2,615 ua y acercarse hasta 1,897 ua. Su excentricidad es 0,159 y la inclinación orbital 0,938 grados. Emplea 1237,82 días en completar una órbita alrededor del Sol.

## Características físicas
La magnitud absoluta de Oberpfalz es 15. Tiene 2,568 km de diámetro y su albedo se estima en 0,322. 